# Hampsänket, Västerbotten
Hampsänket är en sjö i Skellefteå kommun i Västerbotten och ingår i Åbyälven-Byskeälvens kustområde.